# Conversión de coordenadas galácticas a coordenadas ecuatoriales
Se trata de convertir coordenadas celestes de un tipo en otro.

## Las fórmulas
Las fórmulas para convertir las coordenadas galácticas en coordenadas ecuatoriales son:
- {\displaystyle \cos \delta \cos(\alpha -\alpha _{n})=\cos b\cos(l-l_{n})\,} (1)

- {\displaystyle \sin \delta =\sin b\cos g+\cos b\sin g\sin(l-l_{n})\,} (2)

- {\displaystyle \cos \delta \sin(\alpha -\alpha _{n})=-\sin b\sin g+\cos b\cos g\sin(l-l_{n})\,} (3)

donde {\displaystyle \alpha \,} es la ascensión recta, {\displaystyle \delta \,} es la declinación, {\displaystyle l\,} es la longitud galáctica y {\displaystyle b\,} es la latitud galáctica. Las constante introducidas valen {\displaystyle \alpha _{n}\,}=282,25º, {\displaystyle l_{n}\,}=33,012º y {\displaystyle g\,}=62,6º

## El cálculo y resolución de ambigüedades
De la ecuación (2) se obtiene mediante la función {\displaystyle \arcsin \,} la declinación {\displaystyle \delta \,} sin ambigüedad.
- Hay que tener presente que {\displaystyle g\,}=62,6º es complementario del valor utilizado en el applet 27,4º por lo que {\displaystyle \sin g=\cos 27,4\,} y {\displaystyle \cos g=\sin 27,4\,}.

- Dividiendo (3)/(1) puede obtenerse:

{\displaystyle \tan(\alpha -\alpha _{n})={\frac {-\sin b\cdot \sin g+\cos b\cdot \cos g\cdot \sin(l-l_{n})}{\cos b\cdot \cos(l-l_{n})}}\,}
- Por otra parte {\displaystyle \alpha _{n}\,} y 192,5 que es el valor usado en el applet difieren en 90°, y que {\displaystyle \tan(x+90)=-{\frac {1}{\tan x}}\,}, con lo que obtenemos la fórmula programada en el applet.

## Un applet en Java-Script
Un script de Java que hace esto es:
```
<SCRIPT LANGUAGE="JavaScript">
<!-- hide this script tag's contents from old browsers
function compute(form) {
    LG=eval(form.lond.value)
    LM=eval(form.lonm.value)
    LS=eval(form.lons.value)
    BG=eval(form.latg.value)
    BM=eval(form.latm.value)
    BS=eval(form.lats.value)
    with (Math) { 
	R =180/PI
	GL=LG+LM/60+LS/3600
        GT=BG+BM/60+BS/3600
	DC=asin(cos(GT/R)*cos(27.4/R)*sin(GL/R-33/R)+sin(GT/R)*sin(27.4/R))
        RA=atan((cos(GT/R)*cos(GL/R-33/R))/(sin(GT/R)*cos(27.4/R)-cos(GT/R)*sin(27.4/R)*
               sin(GL/R-33/R)))
	RA = RA * R
	TP=cos(GT/R)*cos(GL/R-33/R)
	BT=sin(GT/R)*cos(27.4/R)-cos(GT/R)*sin(27.4/R)*sin(GL/R-33/R)
	if (BT<0) {
		RA=RA+180
		} else {
		if (TP<0) {
			RA=RA+360
			}
		     }
	RA = RA + 192.25
	if (RA>360) {
		RA = RA - 360
		}
	RA = RA / 15
	<!--conversion a hms de la ascension recta-->
	H=floor(RA);
	M=floor((RA - floor(RA)) * 60)
	S=((RA -floor(RA)) * 60 - M) * 60
	DC=DC*R;
	<!--conversion a g.ms de la declinacion-->
	D = abs(DC);
	if (DC>0) {
		G1=floor(D)
		} else {
		G1=(-1)*floor(D)
		}
	M1=floor((D - floor(D)) * 60)
	S1 = ((D - floor(D)) * 60 - M1) * 60
	if (DC<0) {
		M1=-M1;
		S1=-S1;
		}

    }
    form.arecta.value =RA;
    form.declin.value =DC;
    form.arh.value =H;
    form.arm.value =M;
    form.ars.value =S;
    form.dcg.value =G1;
    form.dcm.value =M1;
    form.dcs.value =S1;
    
     
}
// done hiding from old browsers -->
</SCRIPT>

```